# Benjamin Fredrich

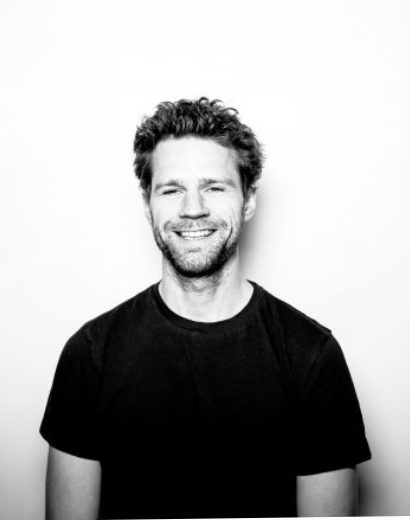
Benjamin Fredrich (2021)

Benjamin Fredrich (* 9. Juni 1987 in Greifswald) ist ein deutscher Journalist und Verleger. Er ist der Gründer und Herausgeber des Magazins Katapult.

## Leben
Fredrich kommt aus Wusterhusen. Er ist der Bruder des verstorbenen Mittel- und Langstreckenläufers Sebastian Fredrich. Auch Benjamin Fredrich betrieb mehrere Jahre Leistungssport. Insgesamt wird er in der ewigen Bestenliste des Leichtathletik-Verbandes Mecklenburg-Vorpommerns in vier Laufdistanzen geführt.
Fredrich gründete während des Studiums der Politikwissenschaft und der Geschichte das Katapult-Magazin in Greifswald und betrieb es zunächst online. Er hat keine journalistische Ausbildung. Eine Promotion zum Thema Die Theorie der radikalen Demokratie und die Potentiale ihrer Instrumentalisierung durch Rechtspopulisten beendete er nicht.
Fredrich wurde 2019 für den Lead Award und Katapult 2020 für den Grimme Online Award nominiert. Beide Nominierungen lehnte er ab. Kressreport wählte ihn 2020 zum Gründer des Jahres. Zum Journalisten des Jahres in der Kategorie Chefredaktion regional wurde Fredrich 2022 vom Medium Magazin gewählt.
Fredrich unterstützt die Initiative Pro Recyclingpapier.

## Werke

### Sachbücher
2024 erschien sein Sachbuch Wie Kriege enden. 100 Friedensfälle aus 100 Jahren Kriegsgeschichte. Auf 100 Seiten untersucht der Autor, wie über 100 bewaffnete Konflikte des 20. und 21. Jahrhunderts beendet wurden. Anhand internationaler Studien analysiert Fredrich verschiedene Wege zum Frieden – von militärischen Siegen über Verhandlungen bis hin zu internationalen Interventionen – und fragt, welche dieser Ansätze langfristig zu stabilem Frieden führen. Fredrich kommt zu dem Ergebnis, dass weniger als die Hälfte aller Kriege durch einen eindeutigen Sieg enden. Die größte Wahrscheinlichkeit für ein Kriegsende besteht laut seiner Analyse dann wenn ein Machthaber stirbt. Zudem zeigt das Buch, dass Demokratien zwar nicht grundsätzlich friedlicher sind als Autokratien, aber deutlich seltener Krieg untereinander führen.
2023 erschien sein Sachbuch Schlägereien in Parlamenten, das 2024 im Katapult Verlag veröffentlicht wurde. Es dokumentiert 97 Fälle physischer Auseinandersetzungen in Parlamenten weltweit und analysiert die politischen, kulturellen und systemischen Hintergründe dieser Vorfälle. Fredrich zeigt anhand zahlreicher Beispiele – etwa Faustkämpfen in der Ukraine, dem Einsatz von Mikrofonständern in Indien oder dem Mitbringen einer Kalaschnikow in das jordanische Parlament –, dass Gewaltausbrüche in Parlamenten nicht auf einzelne Regionen beschränkt sind, sondern vor allem in jungen Demokratien auftreten, in denen politische Macht tatsächlich im Parlament ausgeübt wird. In autoritären Staaten seien solche Vorfälle seltener, da Parlamente dort meist eine rein symbolische Funktion haben. Das Buch verbindet anekdotische Erzählungen mit politikwissenschaftlichen Thesen. Es legt nahe, dass Schlägereien Ausdruck ernsthafter politischer Auseinandersetzungen sein können und nicht zwangsläufig ein Scheitern demokratischer Prozesse bedeuten.

### Belletristik
2020 erschien der autobiografisch gefärbte Roman Die Redaktion. Das Buch erzählt die Entstehungsgeschichte des Katapult-Magazins – von den Anfängen mit 20.000 Euro Schulden bis zum Aufbau eines erfolgreichen Medienunternehmens in Greifswald. Fredrich schildert seinen Weg als Gründer, die Herausforderungen des Verlagsalltags und die Auseinandersetzungen mit etablierten Medienhäusern. Dabei vermischt er reale Ereignisse mit fiktiven Elementen und nutzt satirische Überzeichnungen. Einige Weggefährten fühlten sich durch ihre Darstellung im Buch persönlich angegriffen, was zu öffentlichen Diskussionen über die Grenzen zwischen Fiktion und Realität führte.
Die Fortsetzung des Romans findet sich im 2023 veröffentlichen Roman Funk in Wuppertal. Fredrich erzählt darin vom chaotischen Alltag des Katapult-Teams, das eine alte DDR-Schule in Greifswald renoviert. Die Handlung umfasst skurrile Ereignisse wie den übermäßigen Kauf von Dachpappe und mysteriöse Müllsäcke, die polizeiliche Ermittlungen nach sich ziehen. Neben den Anekdoten aus dem Verlagsalltag thematisiert Fredrich auch ernste Themen wie den Ukraine-Krieg und die Gründung von Katapult Ukraine. Das Buch bietet einen Einblick in die ersten größeren Probleme, die das neue alternative Medienhaus 2023 bekommen hat.

## Kontroversen
Fredrich kritisierte den Nordkurier mehrere Male dafür, eine rassistische Berichterstattung zu betreiben. Er schrieb in einem Artikel über die Regionalzeitung „Die Leute vom Nordkurier sind waschechte Rassisten“, woraufhin sich mehrere Redakteure des Nordkurier dagegen wehrten und Fredrich für seine Einschätzung kritisierten. Fredrich änderte seine Aussage daraufhin und schrieb „Beim Nordkurier arbeiten einige waschechte Rassisten und dann gibt es noch die restlichen Mitarbeiter, die waschechten Waschlappen“. Fredrich kündigte aufgrund dieser Situation beim Nordkurier an, Geld für eine eigene Regionalzeitung sammeln zu wollen. Das erste Finanzierungsziel von monatlich 19.000 Euro wurde nach vier Tagen erreicht.
Der Journalist Jürn Kruse interviewte Fredrich 2021 für Übermedien und warf ihm anschließend in einem Artikel vor, reale Personen in seinem Roman Die Redaktion nicht genügend zu verschleiern. Fredrich schrieb, dass es „sich um einen Roman handelt, so wie es auch deklariert ist. Selbst meine eigene Figur ist fiktional angereichert“. Nach dem Erscheinen des Artikels bei Übermedien warf Fredrich Kruse vor, ihn im Interview mehrfach angelogen zu haben. Der Übermedien-Chefredakteur Stefan Niggemeier beklagte, dass Fredrichs Stellungnahme „maßlos und im Kern falsch“ sei.

## Schriften
- Benjamin Fredrich: Wie Kriege enden. Katapult, Greifswald 2025, ISBN 978-3-948923-91-4.
- Benjamin Fredrich: Schlägereien in Parlamenten. Katapult, Greifswald 2024, ISBN 978-3-948923-75-4.
- Benjamin Fredrich: Funk in Wuppertal. Katapult, Greifswald 2023, ISBN 978-3-948923-56-3.
- Benjamin Fredrich: Fredrich rastet aus. Katapult, Greifswald 2021, ISBN 978-3-948923-27-3.
- Benjamin Fredrich: Die Redaktion. Katapult, Greifswald 2020, ISBN 978-3-948923-03-7.
- Benjamin Fredrich et al.: Die NPD im Kommunalwahlkampf 2009 in Mecklenburg-Vorpommern. Steinbecker-Verlag, Greifswald 2010.